# Apagomerella dissimilis
Apagomerella dissimilis är en skalbaggsart som beskrevs av Maria Helena M. Galileo och Martins 2005. Apagomerella dissimilis ingår i släktet Apagomerella och familjen långhorningar.
Artens utbredningsområde är Costa Rica. Inga underarter finns listade i Catalogue of Life.